# Patrick Kennedy (politico 1967)
Patrick Joseph Kennedy (Boston, 14 luglio 1967) è un politico statunitense, membro della Camera dei Rappresentanti per lo stato del Rhode Island dal 1995 al 2011.

## Biografia
Terzo e ultimo figlio di Ted Kennedy e di sua moglie Joan, fu chiamato così in onore del bisnonno Patrick Kennedy. Dopo aver frequentato la Phillips Academy, conseguì un Bachelor of Science presso il Providence College.
All'età di ventun anni ottenne un seggio all'interno della Camera dei rappresentanti del Rhode Island, divenendo il più giovane Kennedy a vincere un'elezione. Portò a termine due mandati, poi decise di non concorrere per il terzo.
Nel 1994 venne eletto alla Camera dei Rappresentanti per il seggio lasciato dal deputato repubblicano Ronald Machtley, ritiratosi per concorrere infruttuosamente alla carica di governatore del Rhode Island. Patrick Kennedy fu riconfermato dagli elettori per altri sette mandati negli anni successivi, fin quando nel 2010 annunciò la propria intenzione di lasciare il Congresso per dedicarsi alla vita privata. Dopo aver lasciato la Camera, Kennedy si è sposato e ha avuto quattro figli.
Durante la sua permanenza al Congresso, Kennedy è stato particolarmente impegnato nella tutela dei cittadini affetti da disturbi psichici. Ammise pubblicamente di essere affetto da disturbo bipolare e di aver sofferto di dipendenza da sostanze: in gioventù assunse cocaina e alcool e nel 2006 entrò in terapia per la dipendenza da ossicodone.